# 힐스테이트 이진베이시티
힐스테이트 이진베이시티(영어: Hillstate Songdo Ijin Bay City)는 대한민국 부산광역시 서구 암남동에 위치한 주상복합 커튼월 마천루 단지다. 부산광역시 해운대구, 남구, 수영구, 동래구, 부산진구에 몰려 있던 초고층 주상복합 건물이 서구에도 건설되게 되었다.

## 역사
2015년에 착공하여 2019년에 완공될 예정이었으나, 2017년 9월에 착공하여 현대건설이 시공사로 참여하고 있다. 남항대교, 송도해수욕장 주변에 짓고 있으며 2022년 5월 완공했다. 완공 당시 서부산에서 가장 높은 마천루가 되었다.

## 높이
최고 69층, 247m의 높이로 서부산에서 가장 높은 건물이다. 101동이 높고 102동과 103동은 59층, 211m의 높이이다.

## 특징
서부산 최초의 랜드마크 건물이다. 아파트 세대 수는 총 1,368세대로 구성되어 있다. 36평형, 39평형, 45평형, 49평형, 59평형으로 구성되어 있다. 남항대교, 송도해수욕장 등을 볼 수 있다. 주변에는 윈덤 그랜드 부산이 있다. 지상 26층이고 높이는 115m다. 

## 갤러리

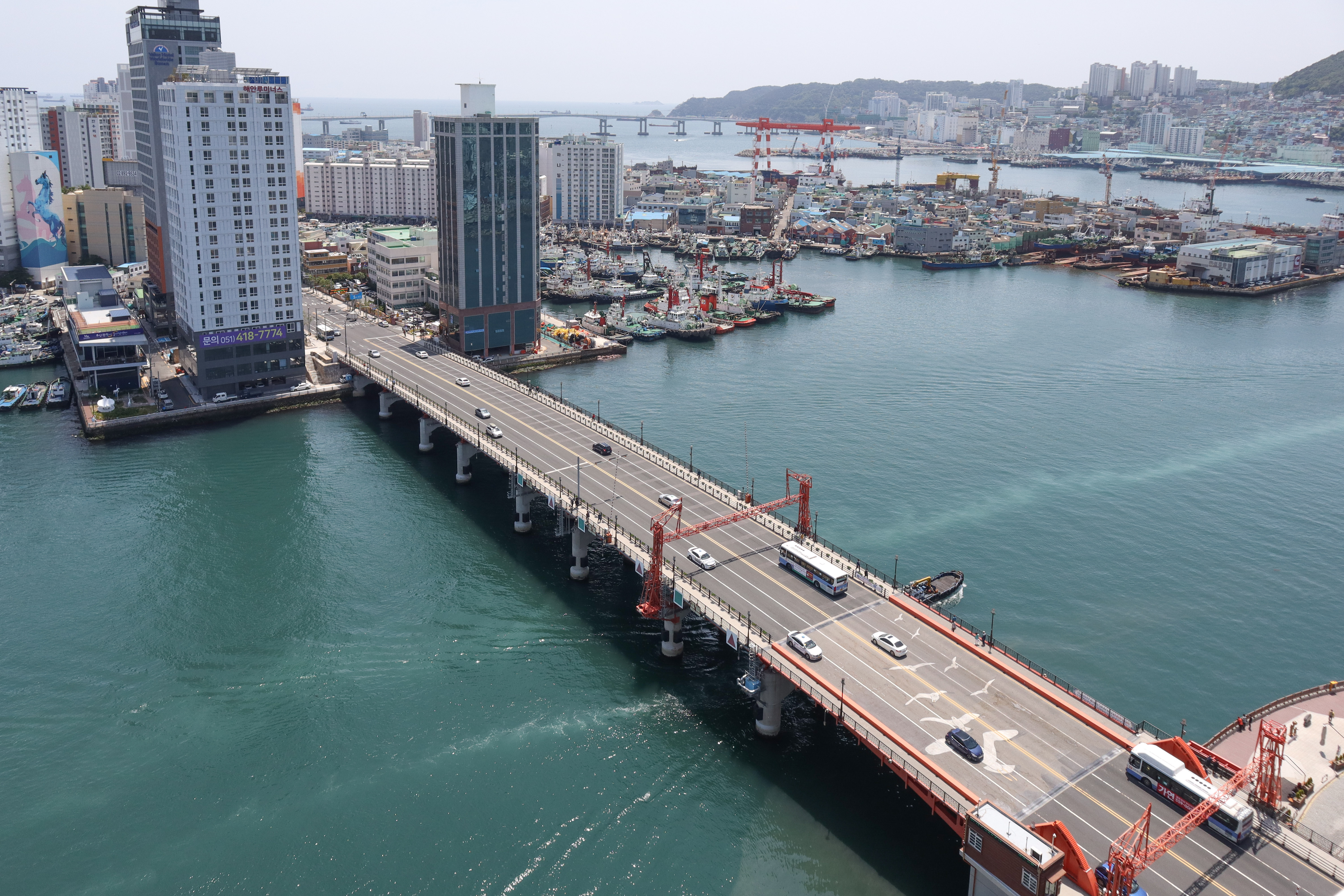

## 내부 시설

### 101동
| 층수                | 시설           |
| ------------------- | -------------- |
| 47층 ~ 69층         | 아파트         |
| 46층                | 피난안전구역   |
| 26층 ~ 45층         | 아파트         |
| 25층                | 피난안전구역   |
| 5층 ~ 24층          | 아파트         |
| 4층                 | 부대복리시설   |
| 2층 ~ 3층           | 판매시설       |
| 1층                 | 로비, 판매시설 |
| 지하 6층 ~ 지하 1층 | 지하주차장     |

### 102동
| 층수                | 시설           |
| ------------------- | -------------- |
| 31층 ~ 59층         | 아파트         |
| 30층                | 피난안전구역   |
| 5층 ~ 29층          | 아파트         |
| 4층                 | 부대복리시설   |
| 2층 ~ 3층           | 판매시설       |
| 1층                 | 로비, 판매시설 |
| 지하 6층 ~ 지하 1층 | 지하주차장     |

### 103동
| 층수                | 시설           |
| ------------------- | -------------- |
| 31층 ~ 59층         | 아파트         |
| 30층                | 피난안전구역   |
| 5층 ~ 29층          | 아파트         |
| 4층                 | 부대복리시설   |
| 2층 ~ 3층           | 판매시설       |
| 1층                 | 로비, 판매시설 |
| 지하 6층 ~ 지하 1층 | 지하주차장     |

## 주변
- 윈덤 그랜드 부산

## 같이 보기
- 마천루 목록
- 대한민국의 마천루 목록
- 부산광역시의 마천루 목록
- 금호 리첸시아
- 위브 더 제니스 타워
- 메타폴리스